# Ambat
Ambat is een bestuurslaag in het regentschap Pamekasan van de provincie Oost-Java, Indonesië. Ambat telt 5060 inwoners (volkstelling 2010).